# Carl Strätz
Carl Strätz, auch Carl Straetz (21. März 1873 in Dessau – 29. Mai 1955 in Eberswalde) war ein deutscher Opernsänger (Tenor).

## Leben
Carl Strätz erhielt seine gesangliche Ausbildung am Dessauer Hoftheater, wo er auch im Jahre 1895 seine Bühnenlaufbahn als Chorist begann und bis 1897 verblieb. Von Kammersängerin Wilhelmine Niehr-Bingenheimer entdeckt, entschied er sich für die Solistenlaufbahn. Sein erstes Engagement erhielt er in der Spielzeit 1897/98 am Stadttheater Lübeck. Weitere Stationen mit jeweils einjährigen Engagements waren 1898 Olmütz, 1899 Regensburg und 1900 schließlich Würzburg. 1901 trat er in den Verband des Stadttheaters Mainz ein, wo er als „Wilhelm Meister“ debütierte und bis 1903 verblieb. Von 1903 bis 1909 sang er dann am Stadttheater (Opernhaus) Hamburg, wohin er berufen worden war, und nahm dort an den Hamburger Uraufführungen von „Bruder Lustig“ (Oktober 1905), „Tragaldabas“ (Dezember 1907) und „Sternengebot“ (Januar 1908) teil.
Von 1909 bis 1911 war er am Stadttheater Chemnitz engagiert, wo er 1910 vom Herzog von Sachsen-Coburg den Kammersängertitel erhielt.
Weitere Engagements hatte Strätz 1911 bis 1912 an der Oper Köln, 1912 bis 1913 am Stadttheater von Mülhausen (Elsass), 1913 bis 1914 am Opernhaus von Riga, 1914 bis 1916 am Stadttheater Bremen, 1916 bis 1919 am Stadttheater von Halle (Saale) und, seine Bühnenkarriere abschließend, von 1919 bis 1920 am Stadttheater Regensburg.
Zwischen seinen Engagements gastierte er am Stadttheater Nürnberg (1900), den Hoftheatern von Karlsruhe und Wiesbaden (jeweils 1901), am Hoftheater Schwerin (1904), am Hoftheater Hannover (1905), der Hofoper Berlin (1907, 1909/10) und an der Hofoper Dresden (1910). An der Covent Garden Opera in London gastierte er 1910 als Loge („Das Rheingold“) und als Siegfried („Götterdämmerung“).
Als lyrischer Tenor beginnend, wandte er sich immer mehr dem heldischen Tenor-Fach und den Partien Richard Wagners zu. Zu seinen Bühnenpartien gehörten „Tamino“ in der „Zauberflöte“, „Max“ im „Freischütz“, „Erik“ im „Fliegenden Holländer“, „Tannhäuser“, „Walther von Stolzing“ in den „Meistersingern“, „Loge“, „Siegmund“ und „Siegfried“ im „Nibelungenring“, „Tristan“, „Parsifal“, „Pedro“ in „Tiefland“, „José“ in „Carmen“, „Eleazar“ in „La Juive“ von Halévy, „Herzog“ im „Rigoletto“, „Radames“ in „Aida“, „Vasco“ in Meyerbeers „Africaine“ etc.
1921 trat er nochmals an der Dresdner Staatsoper auf. Bis Mitte der 1920er Jahre trat er noch in Opernproduktionen und bei Liederabenden gastierend auf.
Danach betätigte er sich ab Anfang der Dreißigerjahre bis kurz vor Kriegsende als Musikdezernent und Sendeleiter bei verschiedenen norddeutschen Rundfunksendern. Bei der NORAG war er Musikdezernent.
Ab den zwanziger Jahren war Strätz in Eberswalde ansässig. Er war verheiratet mit der Sopranistin Martha Fritz (* 1878). Die gemeinsame Tochter Leonore war ausgebildete Sopranistin und sang in den Zwanziger Jahren für Live-Rundfunkübertragungen beim neugegründeten Sender Eberswalde.